# Березовское (Красноярский край)
Березовское — село в Курагинском районе Красноярского края. Административный центр Березовского сельсовета.

## География
Село находится в юго-восточной части края, на правом берегу реки Ирба (приток реки Туба), близи места впадения в неё реки Березовка, на расстоянии приблизительно 4 километров (по прямой) к северо-востоку от посёлка городского типа Курагино, административного центра района. Абсолютная высота — 304 метра над уровнем моря.

## История
Село было основано в 1766 году.
В середине XIX века в Березовском имелось 93 крестьянских двора и проживало 230 человек. В 1890 году была построена и освящена церковь. Согласно переписи 1893 года насчитывалось 359 дворов и 2060 жителей. Земельный надел села составлял 19 277 десятин. Основными видами деятельности местного населения являлись: земледелие, скотоводство и кустарные промыслы. Действовало более 20 гончарных, слесарных и иных мастерских, три кузницы и водяная мельница.
В начале XX века в селе было открыто одноклассное приходское училище.
По данным 1926 года в Березовском имелось 678 хозяйств и проживало 3608 человек (1819 мужчин и 1789 женщин). В национальном составе населения преобладали русские. Функционировали школа I ступени, кредитное товарищество, изба-читальня и лавка общества потребителей. В административном отношении село являлось центром Березовского сельсовета Курагинского района Минусинского округа Сибирского края.
В конце 20-х годов была создана коммуна «Соха и молот», преобразованная позднее в колхоз им. Красных партизан, над которым в 30-е годы шефствовал московский театр им. Вахтангова.
В период с1944 по 1975 годы в Березовском функционировал Курагинский детский дом. В 1963 году был открыт музей.

## Население
| 2010 |
| ---- |
| 1324 |

Гендерный состав
По данным Всероссийской переписи населения 2010 года в гендерной структуре населения мужчины составляли 45,7 %, женщины — соответственно 54,3 %.
Национальный состав
Согласно результатам переписи 2002 года, в национальной структуре населения русские составляли 96 % из 1321 чел.

## Инфраструктура
В селе функционируют средняя общеобразовательная школа, фельдшерско-акушерский пункт, сельский дом культуры, библиотека, музей и отделение Почты России.

## Известные уроженцы
- Потехин, Яков Филиппович  (1908—скончался после 1985 года) — советский военачальник, полковник, член Союза журналистов СССР.